# Neuseeländische Badmintonmeisterschaft 2009
Die Neuseeländische Badmintonmeisterschaft 2009 fand vom 11. bis zum 13. September 2009 in Auckland in Neuseeland statt.

## Finalresultate
| Disziplin    | Sieger                        | Finalist                            | Ergebnis            |
| ------------ | ----------------------------- | ----------------------------------- | ------------------- |
| Herreneinzel | Joe Wu                        | James Eunson                        | 21-8, 21-19         |
| Dameneinzel  | Melissa Leviana               | Anna Rankin                         | 21-18, 21-15        |
| Herrendoppel | Oliver Leydon-Davis Joe Wu    | Kerrin Harrison Leck Tham           | 21-13, 21-16        |
| Damendoppel  | Danielle Barry Doriana Rivera | Kritteka Gregory Mary O’Connor      | 21-17, 24-22        |
| Mixed        | Joe Wu Danielle Barry         | Oliver Leydon-Davis Catherine Moody | 21-23, 21-19, 21-19 |